# Ausztria az 1968. évi téli olimpiai játékokon
Ausztria a franciaországi Grenoble-ban megrendezett 1968. évi téli olimpiai játékok egyik részt vevő nemzete volt. Az országot az olimpián 10 sportágban 76 sportoló képviselte, akik összesen 11 érmet szereztek.

## Érmesek
| Érem  | Versenyző                                                  | Sportág     | Versenyszám            |
| ----- | ---------------------------------------------------------- | ----------- | ---------------------- |
| Arany | Olga Pall                                                  | Alpesisí    | Női lesiklás           |
| Arany | Wolfgang Schwarz                                           | Műkorcsolya | Férfi egyéni           |
| Arany | Manfred Schmid                                             | Szánkó      | Férfi egyes            |
| Ezüst | Herbert Huber                                              | Alpesisí    | Férfi műlesiklás       |
| Ezüst | Erwin Thaler Reinhold Durnthaler Herbert Gruber Josef Eder | Bob         | Férfi négyes           |
| Ezüst | Reinhold Bachler                                           | Síugrás     | Egyéni, normálsánc     |
| Ezüst | Manfred Schmid Ewald Walch                                 | Szánkó      | Kettes                 |
| Bronz | Alfred Matt                                                | Alpesisí    | Férfi műlesiklás       |
| Bronz | Heini Messner                                              | Alpesisí    | Férfi óriás-műlesiklás |
| Bronz | Christl Haas                                               | Alpesisí    | Női lesiklás           |
| Bronz | Baldur Preiml                                              | Síugrás     | Egyéni, normálsánc     |

## Alpesisí
Férfi
| Versenyző       | Versenyszám      | Selejtező | Selejtező | Selejtező | Selejtező | Döntő    | Döntő    | Döntő    | Döntő    | Döntő      | Döntő      |
| Versenyző       | Versenyszám      | 1. futam  | 1. futam  | 2. futam  | 2. futam  | 1. futam | 1. futam | 2. futam | 2. futam | Összesítés | Összesítés |
| Versenyző       | Versenyszám      | Idő       | Hely.     | Idő       | Hely.     | Idő      | Hely.    | Idő      | Hely.    | Idő        | Helyezés   |
| --------------- | ---------------- | --------- | --------- | --------- | --------- | -------- | -------- | -------- | -------- | ---------- | ---------- |
| Werner Bleiner  | Óriás-műlesiklás |           |           |           |           | 1:46,56  | 16.      | kizárták | kizárták | kiesett    | kiesett    |
| Herbert Huber   | Műlesiklás       | 53,04     | 1.        |           |           | 50,06    | 13.      | 49,76    | 2.       | 1:39,82    |            |
| Alfred Matt     | Műlesiklás       | 50,99     | 1.        |           |           | 49,68    | 2.       | 50,41    | 5.       | 1:40,09    |            |
| Heini Messner   | Lesiklás         |           |           |           |           |          |          |          |          | 2:01,03    | 4.         |
| Heini Messner   | Műlesiklás       | 51,76     | 1.        |           |           | 52,32    | 27.      | 51,83    | 14.      | 1:44,15    | 14.*       |
| Heini Messner   | Óriás-műlesiklás |           |           |           |           | 1:45,16  | 5.       | 1:46,67  | 3.       | 3:31,83    |            |
| Gerhard Nenning | Lesiklás         |           |           |           |           |          |          |          |          | 2:02,31    | 9.         |
| Gerhard Nenning | Óriás-műlesiklás |           |           |           |           | 1:46,47  | 15.      | 1:47,14  | 4.       | 3:33,61    | 8.         |
| Karl Schranz    | Lesiklás         |           |           |           |           |          |          |          |          | 2:01,89    | 5.         |
| Karl Schranz    | Műlesiklás       | 52,56     | 1.        |           |           | kizárták | kizárták | 49,53    | 1.       | kizárták   | kizárták   |
| Karl Schranz    | Óriás-műlesiklás |           |           |           |           | 1:45,28  | 6.       | 1:47,80  | 8.       | 3:33,08    | 6.         |
| Egon Zimmermann | Lesiklás         |           |           |           |           |          |          |          |          | 2:02,55    | 13.        |

Női
| Versenyző         | Versenyszám      | 1. futam      | 1. futam      | 2. futam | 2. futam | Összesítés | Összesítés |
| Versenyző         | Versenyszám      | Idő           | Hely.         | Idő      | Hely.    | Idő        | Helyezés   |
| ----------------- | ---------------- | ------------- | ------------- | -------- | -------- | ---------- | ---------- |
| Gertrud Gabl      | Lesiklás         |               |               |          |          | 1:43,97    | 12.        |
| Gertrud Gabl      | Műlesiklás       | nem ért célba | nem ért célba | kiesett  | kiesett  | kiesett    | kiesett    |
| Gertrud Gabl      | Óriás-műlesiklás |               |               |          |          | 1:56,85    | 9.         |
| Christl Haas      | Lesiklás         |               |               |          |          | 1:41,41    |            |
| Lisi Pall         | Óriás-műlesiklás |               |               |          |          | 2:00,91    | 27.        |
| Olga Pall         | Lesiklás         |               |               |          |          | 1:40,87    |            |
| Olga Pall         | Műlesiklás       | 43,59         | 16.           | 47,52    | 9.       | 1:31,11    | 9.         |
| Olga Pall         | Óriás-műlesiklás |               |               |          |          | 1:55,61    | 5.         |
| Bernadette Rauter | Műlesiklás       | 43,34         | 14.           | 47,10    | 8.       | 1:30,44    | 8.         |
| Brigitte Seiwald  | Lesiklás         |               |               |          |          | 1:41,82    | 4.         |
| Brigitte Seiwald  | Műlesiklás       | 41,52         | 4.            | 59,77    | 30.      | 1:41,29    | 24.        |
| Brigitte Seiwald  | Óriás-műlesiklás |               |               |          |          | 1:57,26    | 11.        |

* - egy másik versenyzővel azonos eredményt ért el

## Biatlon
| Versenyző                                                | Versenyszám      | Lövőhiba | Időeredmény | Helyezés |
| -------------------------------------------------------- | ---------------- | -------- | ----------- | -------- |
| Paul Ernst                                               | 20 km egyéni     | 6        | 1:31:47,9   | 40.      |
| Adolf Scherwitzl                                         | 20 km egyéni     | 4        | 1:34:21,7   | 50.      |
| Horst Schneider                                          | 20 km egyéni     | 9        | 1:33:49,6   | 47.      |
| Franz Vetter                                             | 20 km egyéni     | 20       | 1:36:25,0   | 56.      |
| Paul Ernst Adolf Scherwitzl Horst Schneider Franz Vetter | 4 × 7,5 km váltó | 10       | 2:33:47,1   | 11.      |

## Bob
| Versenyző                                                  | Versenyszám | 1. futam | 1. futam | 2. futam | 2. futam | 3. futam | 3. futam | 4. futam | 4. futam | Összesítés | Összesítés |
| Versenyző                                                  | Versenyszám | Idő      | Hely.    | Idő      | Hely.    | Idő      | Hely.    | Idő      | Hely.    | Idő        | Helyezés   |
| ---------------------------------------------------------- | ----------- | -------- | -------- | -------- | -------- | -------- | -------- | -------- | -------- | ---------- | ---------- |
| Erwin Thaler Reinhold Durnthaler                           | Kettes      | 1:11,27  | 7.       | 1:11,26  | 3.       | 1:10,72  | 3.       | 1:11,88  | 7.       | 4:45,13    | 4.         |
| Max Kaltenberger Fritz Dinkhauser                          | Kettes      | 1:11,34  | 9.       | 1:12,15  | 9.       | 1:11,00  | 5.       | 1:12,14  | 8.       | 4:46,63    | 8.         |
| Erwin Thaler Reinhold Durnthaler Herbert Gruber Josef Eder | Négyes      | 1:10,08  | 2.       | 1:07,40  | 2.       |          |          |          |          | 2:17,48    |            |
| Manfred Hofer Hans Ritzl Fritz Dinkhauser Karl Pichler     | Négyes      | 1:10,90  | 9.       | 1:09,12  | 15.      |          |          |          |          | 2:20,02    | 13.        |

* - egy másik csapattal azonos eredményt ért el

## Északi összetett
| Versenyző             | Síugrás  | Síugrás  | Síugrás  | Síugrás  | Síugrás  | Síugrás  | Síugrás | Síugrás | Sífutás | Sífutás | Sífutás | Összesítés | Összesítés |
| Versenyző             | 1. ugrás | 1. ugrás | 2. ugrás | 2. ugrás | 3. ugrás | 3. ugrás | Össz.   | Össz.   | Sífutás | Sífutás | Sífutás | Összesítés | Összesítés |
| Versenyző             | Távolság | Pont     | Távolság | Pont     | Távolság | Pont     | Pont    | Hely.   | Idő     | Pont    | Hely.   | Pont       | Helyezés   |
| --------------------- | -------- | -------- | -------- | -------- | -------- | -------- | ------- | ------- | ------- | ------- | ------- | ---------- | ---------- |
| Waldemar Heigenhauser | 69,0     | 101,8    | 68,5     | 95,4     | 70,5     | (92,7)   | 197,2   | 21.     | 55:00,4 | 159,49  | 38.     | 356,69     | 34.        |
| Ulli Öhlböck          | 60,0     | (76,0)   | 64,0     | 83,7     | 64,0     | 85,1     | 168,8   | 36.     | 52:23,9 | 189,20  | 23.     | 358,00     | 32.        |
| Helmut Voggenberger   | 67,5     | 95,4     | 66,0     | 86,5     | 65,0     | (84,4)   | 181,9   | 32.     | 54:57,2 | 160,07  | 37.     | 341,97     | 35.        |

## Gyorskorcsolya
Férfi
| Versenyző        | Versenyszám | Eredmény | Helyezés |
| ---------------- | ----------- | -------- | -------- |
| Otmar Braunecker | 500 m       | 42,1     | 26.**    |
| Otmar Braunecker | 1500 m      | 2:14,4   | 39.      |
| Erich Korbel     | 1500 m      | 2:15,7   | 44.      |
| Erich Korbel     | 5000 m      | 8:20,8   | 37.      |
| Hermann Strutz   | 1500 m      | 2:14,8   | 40.**    |
| Hermann Strutz   | 5000 m      | 7:53,3   | 16.      |
| Hermann Strutz   | 10 000 m    | 16:24,9  | 17.      |

** - két másik versenyzővel azonos eredményt ért el

## Jégkorong
| Osztrák férfi jégkorongcsapat-játékoskeret                                                                 | Osztrák férfi jégkorongcsapat-játékoskeret                                                   | Osztrák férfi jégkorongcsapat-játékoskeret                                                                |
| --- | -------------------------------------------------------------------------------------------- | --- |
| - Günter Burghard - Hermann Erhart - Gerhard Felfernig - Gerhard Hausner - Dieter Kalt - Klaus Kirchbaumer | - Heinz Knoflach - Walter König - Josef Mössmer - Karl Pregl - Josef Puschnig - Paul Samonig | - Gerd Schager - Franz Schilcher - Heinz Schupp - Josef Schwitzer - Adelbert St. John - Klaus Weingärtner |

### Eredmények
- Ausztria nem játszott selejtezőt.

Helyosztó csoportkör
| 1968. február 7. | Románia (ROU) | 3 – 2 (2–1, 1–1, 0–0) | Ausztria | Grenoble |

|  |  |  |  |  |
|  |  |  |  |  |
|  |  |  |  |  |
|  |  |  |  |  |

| 1968. február 9. | Jugoszlávia (YUG) | 6 – 0 (2–0, 2–0, 2–0) | Ausztria | Grenoble |

|  |  |  |  |  |
|  |  |  |  |  |
|  |  |  |  |  |
|  |  |  |  |  |

| 1968. február 11. | Franciaország (FRA) | 2 – 5 (0–1, 2–3, 0–1) | Ausztria | Grenoble |

|  |  |  |  |  |
|  |  |  |  |  |
|  |  |  |  |  |
|  |  |  |  |  |

| 1968. február 12. | Norvégia (NOR) | 5 – 4 (3–1, 2–1, 0–2) | Ausztria | Grenoble |

|  |  |  |  |  |
|  |  |  |  |  |
|  |  |  |  |  |
|  |  |  |  |  |

| 1968. február 15. | Japán (JPN) | 11 – 1 (1–0, 6–0, 4–1) | Ausztria | Grenoble |

|  |  |  |  |  |
|  |  |  |  |  |
|  |  |  |  |  |
|  |  |  |  |  |

Végeredmény
| Csapat        | M | Gy | D | V | G+ | G– | Gk  | P  |
| ------------- | - | -- | - | - | -- | -- | --- | -- |
| Jugoszlávia   | 5 | 5  | 0 | 0 | 33 | 9  | +24 | 10 |
| Japán         | 5 | 4  | 0 | 1 | 27 | 12 | +15 | 8  |
| Norvégia      | 5 | 3  | 0 | 2 | 15 | 15 | 0   | 6  |
| Románia       | 5 | 2  | 0 | 3 | 22 | 23 | –1  | 4  |
| Ausztria      | 5 | 1  | 0 | 4 | 12 | 27 | –15 | 2  |
| Franciaország | 5 | 0  | 0 | 5 | 9  | 32 | –23 | 0  |

| Csapat   | Helyezés |
| -------- | -------- |
| Ausztria | 13.      |

## Műkorcsolya
| Versenyző                        | Versenyszám  | Kötelező elemek   | Kötelező elemek | Kűr               | Kűr   | Összesítés                     | Összesítés                     | Összesítés                     | Összesítés                     | Összesítés                     | Összesítés                     | Összesítés                     | Összesítés                     | Összesítés                     | Összesítés        | Összesítés        | Összesítés  | Összesítés | Összesítés |
| Versenyző                        | Versenyszám  | Kötelező elemek   | Kötelező elemek | Kűr               | Kűr   | Helyezési pontszámok bírónként | Helyezési pontszámok bírónként | Helyezési pontszámok bírónként | Helyezési pontszámok bírónként | Helyezési pontszámok bírónként | Helyezési pontszámok bírónként | Helyezési pontszámok bírónként | Helyezési pontszámok bírónként | Helyezési pontszámok bírónként | Több. hely. száma | Több. hely. össz. | Hely. össz. | Pont       | Helyezés   |
| Versenyző                        | Versenyszám  | Több. hely. száma | Hely.           | Több. hely. száma | Hely. | 1                              | 2                              | 3                              | 4                              | 5                              | 6                              | 7                              | 8                              | 9                              | Több. hely. száma | Több. hely. össz. | Hely. össz. | Pont       | Helyezés   |
| -------------------------------- | ------------ | ----------------- | --------------- | ----------------- | ----- | ------------------------------ | ------------------------------ | ------------------------------ | ------------------------------ | ------------------------------ | ------------------------------ | ------------------------------ | ------------------------------ | ------------------------------ | ----------------- | ----------------- | ----------- | ---------- | ---------- |
| Wolfgang Schwarz                 | Férfi egyéni | 6×2+              | 1.              | 7×3+              | 2.    | 1,0                            | 1,0                            | 1,0                            | 2,0                            | 1,0                            | 1,0                            | 2,0                            | 2,0                            | 2,0                            | 5×1+              | 5,0               | 13,0        | 1904,1     |            |
| Emmerich Danzer                  | Férfi egyéni | 8×4+              | 4.              | 7×3+              | 1.    | 2,0                            | 4,0                            | 4,0                            | 4,0                            | 2,0                            | 2,0                            | 4,0                            | 3,0                            | 4,0                            | 9×4+              | 29,0              | 29,0        | 1873,0     | 4.         |
| Günter Anderl                    | Férfi egyéni | 5×20+             | 20.             | 7×22+             | 23.   | 22,0                           | 20,0                           | 22,0                           | 19,0                           | 18,0                           | 24,0                           | 22,0                           | 24,0                           | 22,0                           | 7×22+             | 145,0             | 193,0       | 1574,7     | 23.        |
| Trixi Schuba                     | Női egyéni   | 6×3+              | 3.              | 6×13+             | 12.   | 5,0                            | 4,0                            | 4,0                            | 4,0                            | 6,0                            | 6,0                            | 10,0                           | 8,0                            | 4,0                            | 5×5+              | 21,0              | 51,0        | 1773,2     | 5.         |
| Elisabeth Mikula                 | Női egyéni   | 5×17+             | 17.             | 5×20+             | 19.   | 14,0                           | 18,0                           | 15,0                           | 21,0                           | 22,0                           | 18,0                           | 22,0                           | 19,0                           | 15,0                           | 5×18+             | 80,0              | 164,0       | 1612,5     | 18.        |
| Liesl Nestler                    | Női egyéni   | 7×25+             | 26.             | 5×21+             | 21.   | 17,0                           | 24,0                           | 26,0                           | 23,0                           | 27,0                           | 22,0                           | 28,0                           | 21,0                           | 20,0                           | 5×23+             | 103,0             | 208,0       | 1562,6     | 23.        |
| Evelyne Schneider Wilhelm Bietak | Páros        | 7×15+             | 15.             | 6×14+             | 13.   | 12,0                           | 15,0                           | 15,0                           | 17,0                           | 15,0                           | 14,0                           | 13,0                           | 14,0                           | 14,0                           | 8×15+             | 67,0              | 129,0       | 272,2      | 15.        |

## Sífutás
Férfi
| Versenyző                                                  | Versenyszám     | Eredmény  | Helyezés |
| ---------------------------------------------------------- | --------------- | --------- | -------- |
| Hansjörg Farbmacher                                        | 30 km           | 1:49:43,3 | 50.      |
| Walter Failer                                              | 15 km           | 54:12,5   | 51.      |
| Andreas Janc                                               | 15 km           | 51:29,8   | 31.      |
| Andreas Janc                                               | 50 km           | 2:32:32,2 | 13.      |
| Ernst Pühringer                                            | 15 km           | 53:23,0   | 47.      |
| Ernst Pühringer                                            | 30 km           | 1:44:51,0 | 38.      |
| Franz Vetter                                               | 30 km           | 1:45:11,2 | 40.      |
| Franz Vetter                                               | 50 km           | 2:43:51,1 | 34.      |
| Heinrich Wallner                                           | 15 km           | 52:53,6   | 42.      |
| Heinrich Wallner Franz Vetter Ernst Pühringer Andreas Janc | 4 × 10 km váltó | 2:22:29,4 | 13.      |

## Síugrás
| Versenyző         | Versenyszám | 1. ugrás | 1. ugrás | 1. ugrás | 2. ugrás | 2. ugrás | 2. ugrás | Összesítés | Összesítés |
| Versenyző         | Versenyszám | Távolság | Pont     | Hely.    | Távolság | Pont     | Hely.    | Pont       | Helyezés   |
| ----------------- | ----------- | -------- | -------- | -------- | -------- | -------- | -------- | ---------- | ---------- |
| Reinhold Bachler  | Normálsánc  | 77,5     | 107,8    | 8.       | 76,0     | 106,4    | 1.       | 214,2      |            |
| Reinhold Bachler  | Nagysánc    | 98,5     | 107,3    | 9.*      | 95,0     | 103,4    | 5.       | 210,7      | 6.         |
| Max Golser        | Normálsánc  | 74,0     | 102,7    | 21.      | 65,0     | 83,3     | 48.      | 186,0      | 36.        |
| Max Golser        | Nagysánc    | 95,0     | 98,9     | 20.*     | 91,5     | 91,5     | 24.      | 190,4      | 22.        |
| Sepp Lichtenegger | Normálsánc  | 72,5     | 98,3     | 34.      | 70,0     | 94,8     | 27.*     | 193,1      | 29.        |
| Sepp Lichtenegger | Nagysánc    | 91,0     | 90,8     | 37.      | 91,0     | 93,8     | 19.*     | 184,6      | 28.        |
| Baldur Preiml     | Normálsánc  | 80,0     | 113,8    | 2.       | 72,5     | 98,8     | 19.      | 212,6      |            |
| Baldur Preiml     | Nagysánc    | 80,5     | 66,1     | 55.      | 87,0     | 86,2     | 33.      | 152,3      | 48.        |

* - egy másik versenyzővel azonos eredményt ért el

## Szánkó
| Versenyző                      | Versenyszám | 1. futam | 1. futam | 2. futam | 2. futam | 3. futam | 3. futam | Összesítés | Összesítés |
| Versenyző                      | Versenyszám | Idő      | Hely.    | Idő      | Hely.    | Idő      | Hely.    | Idő        | Helyezés   |
| ------------------------------ | ----------- | -------- | -------- | -------- | -------- | -------- | -------- | ---------- | ---------- |
| Josef Feistmantl               | Férfi egyes | 57,78    | 6.       | 58,06    | 5.       | 57,73    | 4.       | 2:53,57    | 5.         |
| Peter Kretauer                 | Férfi egyes | kizárták | kizárták | kiesett  | kiesett  | kiesett  | kiesett  | kiesett    | kiesett    |
| Manfred Schmid                 | Férfi egyes | 57,16    | 1.       | 57,73    | 3.       | 57,59    | 2.       | 2:52,48    |            |
| Helmut Thaler                  | Férfi egyes | 58,42    | 14.      | 59,03    | 16.      | 58,60    | 14.      | 2:56,05    | 14.        |
| Marlene Korthals               | Női egyes   | 49,72    | 9.       | 50,31    | 8.       | 51,30    | 12.      | 2:31,33    | 10.        |
| Leni Thurner                   | Női egyes   | 49,64    | 6.*      | 50,15    | 7.       | 50,71    | 7.*      | 2:30,50    | 9.         |
| Elfriede Wäger                 | Női egyes   | 51,93    | 18.      | 50,44    | 12.      | 52,04    | 17.      | 2:34,41    | 15.        |
| Manfred Schmid Ewald Walch     | Kettes      | 48,16    | 2.       | 48,18    | 2.       |          |          | 1:36,34    |            |
| Josef Feistmantl Wilhelm Bichl | Kettes      | 48,81    | 6.       | 49,30    | 10.      |          |          | 1:38,11    | 7.         |